# ドネツ川の戦い
ドネツ川の戦い（ドネツがわのたたかい）は、ドンバスの戦いのリマン-セベロドネツク戦線で2022年5月5日から13日に起きた一連の軍事的交戦である。この戦闘はロシアのウクライナ侵攻中のウクライナ東部攻勢の一部である。
ロシア陸軍第41諸兵科連合軍隷下の第74独立親衛自動車化狙撃旅団は、ドロニフカ、ビロホリウカ、セレブリャンカ村の近くからドネツ川の渡河を複数回試みた際に、第30独立機械化旅団の戦車と第17独立戦車旅団の砲撃を受けて敗北した。
ウクライナ軍は以前にも、ロシア軍による複数回の渡河を撃退していた。しかし、5月10日の1個大隊戦術群（BTG）全体の壊滅は「この戦争で最も死者が出た交戦」およびロシア軍にとっての「災厄」と表現された。

## 背景
ウクライナで4番目に長く、東部地域では最長のドネツ川は、ドンバス戦争中のウクライナ軍の戦略的防衛線であると長らく考えられた。ドネツ川の支配は、川の小道に沿って南北に部隊を自由に展開でき、地域の農業に影響を及ぼし、セベロドネツク、リシチャンシク、ハルキウなどの主要都市への給水を制御できることも意味していた。
ドンバスの戦いの間、ロシア軍は、4万人以上のウクライナ兵がいる突出部を包囲するためのより広範な試みの一環として、2014年の連絡線からドネツィク州リマンに向かって前進した。ドネツ川は、ロシアの攻勢における最大の自然の障害物であり、ロシアは他の場所で渡河を行い、そのいくつかは成功した。渡河に際しては、渡河部隊の輸送を容易にするために浮橋が架けられた。

## 戦闘経過
5月5日の早朝、ロシア連邦軍は砲撃後にドネツィク州バフムート地区ドロニフカで渡河を実施したが、ウクライナ軍の戦車に阻止された。第30独立機械化旅団の2台の戦車は、1.2キロメートルの距離から少なくとも4-5台のロシアの歩兵戦闘車、2艘のボート、2個歩兵分隊と交戦し、前進を止めた。その後、砲撃戦が続き、その間にロシア軍は10台の車両と橋頭堡を失った。

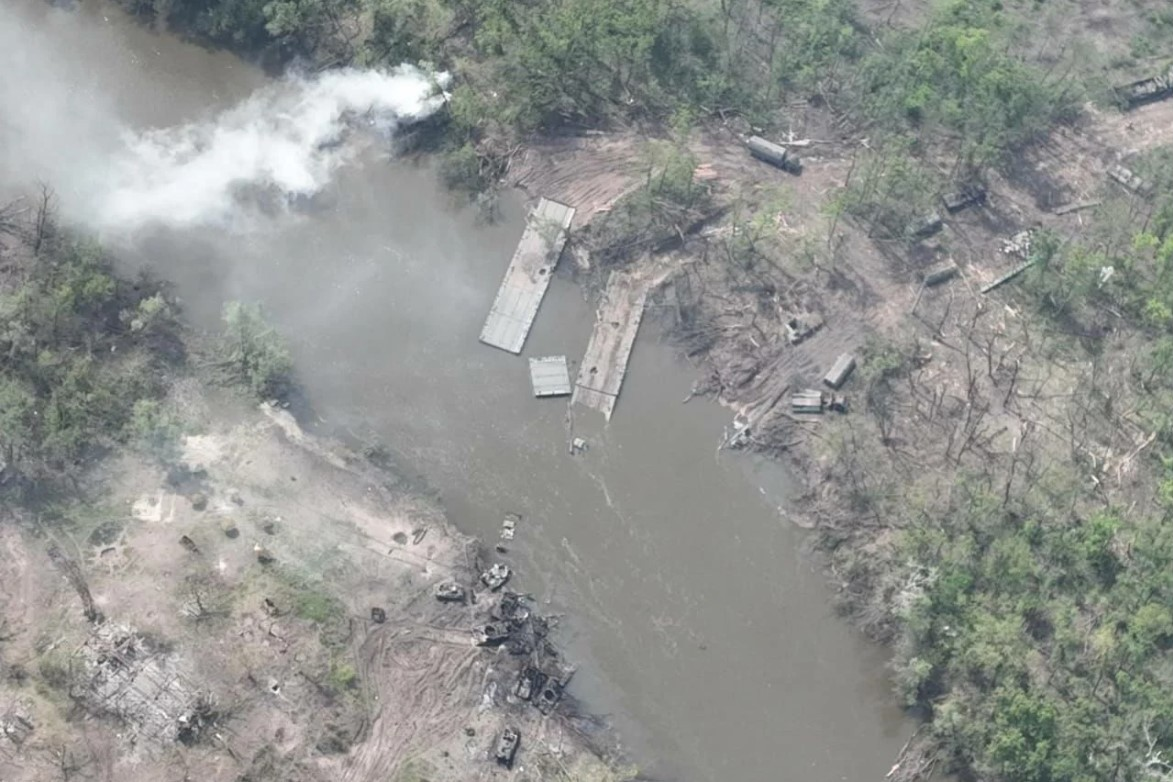
ビロホリウカ近郊で破壊されたロシアの浮橋と車両

5月8日、ロシア軍はルハーンシク州セヴェロドネツィク地区ビロホリウカでドネツ川を渡る浮橋を架けた。何千人もの人員や、戦車、およびその他の軍用車両が、ドネツィク州リマンに向かってさらに西進するための一環として、川の西岸に渡る準備をしていた。
同日、ウクライナ軍第17独立戦車旅団は、この地域でのロシアの進軍を観測するために、川の西岸に偵察部隊を派遣した。ロシア軍は同地域に発煙弾を投げ込んで視界不良にしたため、その対抗策としてウクライナ軍はドローンを配備し、早朝に浮橋の発見に成功した。この情報は、ウクライナ空軍とその地域全体に配置された砲兵の分遣隊に伝えられ、空軍と砲撃を組み合わせて浮橋を砲撃した。浮橋は5月10日までに破壊されたことが確認された。ウクライナ軍歩兵は、この渡河で30台の車両が破壊され、さらに40台が砲撃によって無力化されたと主張した。
最後の浮橋は5月12日頃にビロホリウカとドネツィク州セレブリャンカの間に建設され、また破壊された。

## 死傷者と損失
戦争研究所（ISW）によると、ビロホリウカ近郊での渡河の試みに参加したロシア兵約550人のうち、485人が死傷し、80以上のロシアの装備が破壊された。タイムズはドネツ川での戦闘中に1000人以上の兵士が死亡したと推定し、ニューズウィークは戦闘中に最大1500人の兵士が死亡したというウクライナの主張を引用した。
合計で4つの浮橋が建設され（1つはドロニフカ、2つはビロホリウカ、もう1つはセレブリャンカ）、3つの橋頭堡が設置された。戦闘全体は8日間（5月5日から5月13日）続き、その間にすべての浮橋が破壊され、橋頭堡もすべてがウクライナ軍によって破壊された。合計でロシア軍の2個BTGが破壊され、大敗したと報告された。
ルハーンシク州知事のセルヒイ・ハイダイによると、戦闘中にウクライナ軍はロシアの戦車、装甲車、架橋装備、ヘリコプター、スピードボートを破壊した。ハイダイは、ウクライナ軍がロシアの2個BTG、約1000人の兵士を破壊したと主張した。
別の情報源は、ロシアの損失を少なくとも戦車6台、歩兵戦闘車14台、水陸両用車MT-LB7台、その他の装甲車両5台およびタグボート1艘と述べた。ドローンの映像に基づく計測では、ロシア軍は73台の車両と機器を失った。
2022年5月11日、第12独立親衛工兵旅団指揮官デニス・コズロフ大佐が死亡した。コズロフは同旅団の第2指揮官（3月14日に戦死したセルゲイ・ポロクニャの後任）を務めていたが、着任から2か月以内に死亡し、戦争の全面侵攻段階で死亡した42人目のロシア軍大佐となった。

## 反応と分析
渡河の際に多大な犠牲が出たために、この戦いはメディアの大きな注目を集めたほか、複数の有名親露派軍事ブロガーが異例のロシア連邦軍批判を行った。そのようなブロガーの1人であるユーリ・ポドリャカは、ネットに以下の文章を投稿した：「ビロホリウカ周辺での出来事は私の我慢の限界をはるかに超えていた。ビロホリウカでは愚かさのため、強調するがロシア軍司令部の愚かさが原因で、少なくとも1個、恐らく2個の大隊戦術群が炎上した」。ポドリャカはさらに、ロシア陸軍は戦うために必要な武器と装備が不足していると述べ、侵攻を通して同じ過ちを繰り返したとしてロシア軍の指導者を批判した。別の有名ブロガーのスタシー・エディーは、司令官の行動を「愚行ではなく、直接的なサボタージュ」と呼んだ。3人目のブロガーウラドレン・タタルスキーも、ロシアの司令官とその戦術に対して非常に批判的で、次のように書いている：「BTGを川辺に配置した軍事の天才の名前が分かり、彼が公にそのことで責任を負うまで、我々はいかなる軍事改革も行えないだろう」。 ISWは、これらの親露派ブロガーからの直接的な批判は、ロシア国民の軍の指導者への信頼と戦争への疑念を煽る可能性があるという点で重要となり得ると述べた。
伝えられるところによると、西側の軍事アナリストは、渡河の試みにおける戦術的センスの欠如に呆然としたといい、これらのアナリストは、ロシアの司令官があらゆる種類の軍事的進展を得るための必死の試みとして作戦を急いだかもしれないと推測している。彼らはまた、戦いがロシア軍内部の混乱を示したことを示唆した。

## 余波
この戦闘で被った損失により、ロシア軍はルハーンシク州での前進が妨げられ、ドネツィク州北部への前進が遅れることになった。
セベロドネツクが陥落し、リシチャンシクが包囲されている最中の6月28～30日ごろになって初めて、ロシア軍はドネツ川を渡河し、渡河後にチェチェンのカディロフツィとルガンスク人民共和国の分離主義部隊がプリビリヤの町を制圧した。英国防省の諜報リポートでは、南（ポパスナ方面）からのリシチャンシク包囲により、この防御地区でロシア軍が主要な河川を渡る必要が無くなったと分析した。